# Canton d'Ober-Ingelheim
Après le traité de Campo-Formio en 1797, Ober-Ingelheim devient chef-lieu d'un canton dans l'arrondissement de Mayence du département du Mont-Tonnerre.

## Composition
Les communes faisant partie du canton étaient, d'après  Schaab:
- Mombach, Budenheim, Heidesheim avec Wackernheim et Gau-Algesheim, précédemment sous l'administration de l'Électorat de Mayence ;
- Ober-Ingelheim, Nieder-Ingelheim, Frei-Weinheim, Ingelheim am Rhein, Sauer-Schwabenheim, Bubenheim ;
- Horrweiler, Aspisheim, Appenheim, Nieder-Hilbersheim, Engelstadt et Elsheim, précédemment sous l'administration de Palatinat du Rhin ;
- Exclave Jugenheim in Rheinhessen, précédemment sous l'administration de Comté de Sarrebruck.

En 1808 Franz Josef Bodmann décrit le canton:
« Ce canton est situé au bord du Rhin et dans les vallées voisines. Il est fertile en vin, en légumes, en grains et fourrages. La Selz et quelques ruisseaux sans nom le traversent en tout sens et y répandent la fertilité... »
En 1814 ce canton est supprimé, ses communes sont incluses dans le Generalgouvernement Mittelrhein. Par l'article 47 de l'Acte confédéral allemand, le canton est venu du Grand-duché de Hesse.

## Surface agricole utile
Dans l'annuaire statistique du département de Mont-Tonnerre pour l'an IX et an X de la République française, la superficie agricole et décrite comme suit : 
- Terres labourables: 6 436,48 hectares
- Prés: 573,84 hectares
- Vignes: 591,60 hectares
- Forêts: 762,96 hectares (entre autres Forêt de Lenneberg)

## Infrastructure
Le préfet du département du Mont-Tonnerre, André Jeanbon Saint André, et son ingénieur en chef, Eustache de Saint-Far, furent responsables de la construction de route impériale troisième classe de Bâle à Nimègue dite « Route Charlemagne » dans leur département sur la rive gauche du Rhin. voir: Liste des routes impériales françaises de 1811